# Newton (New Jersey)
Newton – miasto w Stanach Zjednoczonych, w stanie New Jersey, siedziba administracyjna hrabstwie Sussex.